# P. V. Sindhu
P. V. Sindhu (Pusarla Venkata Sindhu, Telugu పూసర్ల వెంకట సింధు; * 5. Juli 1995 in Hyderabad) ist eine indische Badmintonnationalspielerin.

## Karriere
P. V. Sindhu ist die Tochter der Volleyballspieler P. V. Ramana und P. Vijaya. Sie nahm 2010 mit der indischen Nationalmannschaft am Uber Cup teil. Das Team wurde bei dieser Weltmeisterschaft für Damenmannschaften Fünfte, wobei es im Viertelfinale gegen China ausschied. 2010 gewann sie bei den Iran Fajr International Silber im Dameneinzel. Im Nachwuchsbereich wurde sie bei den Jugend-Asienmeisterschaften 2009 Dritte und bei der Junioren-Weltmeisterschaft 2010 Fünfte. Beim Indian Grand Prix 2009 wurde sie Fünfte im Einzel und Neunte im Doppel. Als erste Spielerin aus Indien gewann sie 2013 eine Bronzemedaille bei den Weltmeisterschaften. Im folgenden Jahr erreichte sie erneut den dritten Platz. 2015 stand sie erstmals im Finale eines BWF Super Series Turniers, verlor aber gegen die Chinesin Li Xuerui bei den Denmark Open.  2016 gewann sie im Dameneinzel die Silbermedaille bei den Olympischen Spielen und 2019 die Goldmedaille bei den Weltmeisterschaften. Damit ist sie die erste indische Frau, die eine Silbermedaille bei Olympischen Spielen bzw. eine Goldmedaille an Badminton-Weltmeisterschaften gewinnen konnte. Bei den Olympischen Spielen 2020 in Tokio gewann sie die Bronzemedaille.

## Erfolge
| Saison | Veranstaltung              | Disziplin   | Platz | Name                      |
| ------ | -------------------------- | ----------- | ----- | ------------------------- |
| 2009   | Indian Grand Prix          | Dameneinzel | 5     | P. V. Sindhu              |
| 2009   | Indian Grand Prix          | Damendoppel | 9     | P. V. Sindhu / Saili Rane |
| 2009   | Jugend-Asienmeisterschaft  | Dameneinzel | 3     | P. V. Sindhu              |
| 2010   | Junioren-Weltmeisterschaft | Dameneinzel | 5     | P. V. Sindhu              |
| 2010   | Iran Fajr International    | Dameneinzel | 2     | P. V. Sindhu              |
| 2010   | Uber Cup                   | Damenteam   | 5     | Indien                    |
| 2011   | Commonwealth Youth Games   | Dameneinzel | 1     | P. V. Sindhu              |
| 2011   | Swiss International        | Dameneinzel | 1     | P. V. Sindhu              |
| 2016   | Olympia                    | Dameneinzel | 2     | P. V. Sindhu              |
| 2017   | Weltmeisterschaft          | Dameneinzel | 2     | P. V. Sindhu              |
| 2019   | Weltmeisterschaft          | Dameneinzel | 1     | P. V. Sindhu              |
| 2021   | Olympia                    | Dameneinzel | 3     | P. V. Sindhu              |